# Djem (Galim-Tignère)
Pour les articles homonymes, voir Djem.
Djem est une localité du Cameroun située dans la région de l'Adamaoua et le département du Faro-et-Déo, à proximité de la frontière avec le Nigeria. Elle fait partie de la commune de Galim-Tignère.

## Population
En 1971, Djem comptait 200 habitants, principalement Niam-Niam.
Lors du recensement de 2005, on y a dénombré 1 062 personnes, 499 de sexe masculin et 563 de sexe féminin.